# Scipion-Jérôme Brigeat
Scipion-Jérôme Brigeat de Lambert (1733-1794) est un prêtre catholique, doyen de la cathédrale d'Avranches, universitaire et musicien. Il meurt martyr sur les pontons de Rochefort le 4 septembre 1794. Reconnu comme martyr par l'Église catholique en 1994, il est béatifié avec 63 autres prêtres morts avec lui, sur ces mêmes pontons, en 1995. Sa mémoire est célébrée le 4 septembre.

## Biographie
Scipion-Jérôme Brigeat de Lambert est né à Ligny-en-Barrois le 9 juin 1733 dans une famille de la noblesse (son père était conseiller royal et fonctionnaire du trésor). Il étudie à Ligny et Paris, puis aux séminaires de Saint-Louis et de Saint-Sulpice. Il est ordonné prêtre en 1756. Il obtient son doctorat en 1760 au collège de Navarre.
Il arrive dans le diocèse d'Avranches en 1763 comme vicaire général. Il se fait remarquer comme un orateur de talent et un musicien. Ses contemporains rapportent également « son extrême bonté ». En 1788, il est élu « grand doyen du chapitre cathédral »,.
Au début de la Révolution Française, le diocèse est supprimé. Le père Brigeat se retire sur ses terres natales. Il refuse de prêter le serment de la constitution civile du clergé, et après une dénonciation, il est arrêté en mai 1793, dans son village natal de Ligny-en-Barrois. Il est transféré à Rochefort et incarcéré sur le navire négrier « le Washingthon », installé à l'ancre sur les célèbres « pontons de Rochefort ». Soumis à des conditions d'incarcération inhumaines (nourriture avariée, promiscuité, exposition aux intempéries), il tombe malade. Soigné par ses compagnons, il meurt d'épuisement le 4 septembre 1794,.

## Béatification et culte
Reconnu martyr en 1994 par l'Église catholique, il est béatifié le 1er octobre 1995 par le pape Jean-Paul II, en même temps que 63 autres prêtres martyrs sur les pontons de Rochefort,.
Sa mémoire (individuelle) est célébrée dans l’Église catholique le 4 septembre, alors que la mémoire « collective » de tous les prêtres martyrs sur ces pontons de Rochefort est célébrée le 18 août,,.